# Metanonychus
Metanonychus is een geslacht van hooiwagens uit de familie Paranonychidae. De wetenschappelijke naam Metanonychus is voor het eerst geldig gepubliceerd door Briggs in 1971.

## Soorten
Metanonychus omvat de volgende 8 soorten:
- Metanonychus cascadus Briggs, 1971
- Metanonychus idahoensis Briggs, 1971
- Metanonychus mazamus Briggs, 1971
- Metanonychus mechanicus Derkarabetian and Hedin, 2019
- Metanonychus navarrus Briggs, 1971
- Metanonychus nigricans Briggs, 1971
- Metanonychus oregonus Briggs, 1971
- Metanonychus setulus Briggs, 1971